# Herb Nowogardu
Herb Nowogardu – jeden z symboli miasta Nowogard i gminy Nowogard w postaci herbu.

## Wygląd i symbolika
Herb przedstawia na białej (srebrnej) tarczy czerwone blankowane mury miasta z wieżą bramną pośrodku. Brama miasta jest otwarta i podobnie jak jej okna, posiada czarny prześwit. Na stożkowym dachu wieży usadowione jest złote (żółte) drzewce, na którym z prawej strony (heraldycznie) umieszczona jest chorągiew o błękitnym płacie ze wspiętym złotym lwem z koroną zwrócony w lewą stronę (heraldycznie) tarczy. Na tle herbu widnieją błękitne lilie – cztery po prawej stronie drzewca, siedem po lewej stronie. 
W 2012 usunięto czarne tło z bramy oraz okiennic. 
Chorągiew z lwem przedstawia godło rodu von Eberstein (Everstein), niegdysiejszych właścicieli Nowogardu.

## Historia
Wizerunek herbowy używany jest na pieczęciach miejskich od XIV wieku.